# Araeopteron favillalis
Araeopteron favillalis là một loài bướm đêm trong họ Erebidae.